# Нортмор

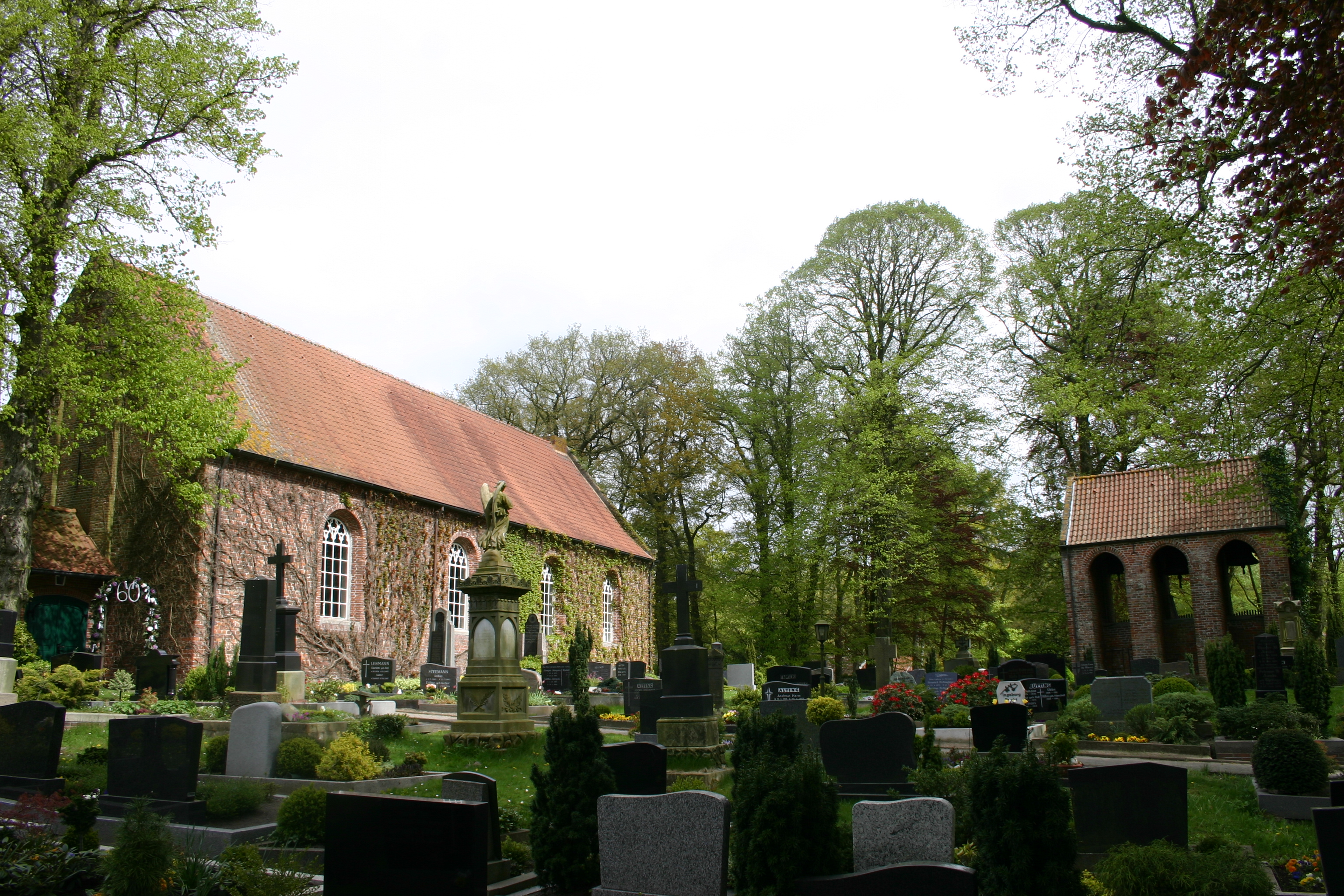
Кладбище рядом с церковью Св. Георга

Нортмор (нем. Nortmoor) — коммуна в Германии, в земле Нижняя Саксония.
Входит в состав района Лер. Подчиняется управлению Юмме. Население составляет 1676 человек (на 31 декабря 2010 года). Занимает площадь 15,34 км².
| Год  | Население |
| ---- | --------- |
| 1990 | 1418      |
| 1995 | 1473      |
| 2000 | 1579      |
| 2005 | 1660      |
| 2010 | 1651      |